# Raimon d'Avinhon
Raimon d'Avinhon (fl. XII-XIII secolo) è stato un trovatore provenzale, originario di Avignone.
Della sua opera ci resta un sirventes, "Sirvens sui avutz et arlotz", conservato in un manoscritto del 1254. Questo componimento è un'elencazione lunga e umoristica degli impieghi che egli dichiara di avere avuto, compreso bos meges, quant es locs: "un buon medico, all'occorrenza". Si è ipotizzato che fosse stato il Raimon d'Avinhon che tradusse la Practica chirurgiae di Ruggero da Salerno o da Parma (Ruggero Frugardo) in versi occitani (1200 ca.) e che era medico. Se è corretta l'attribuzione della professione medica a Raimon, allora la sua poesia sembra  rientrare nella stessa categoria del Dit de l'herberie di Rutebeuf.